# 김상성 (1952년)
김상성(1952년 8월 17일 - )은 대한민국의 경영인으로 명지대학교 무역학과를 졸업하고 MG손해보험 대표이사 사장, 메리츠화재 본부장, 리맥 대표이사, 삼성화재 상무를 역임했다.

## 경력
- MG손해보험 대표이사 사장
- 메리츠화재 본부장
- 삼성화재 상무